# اسکان (طالقان)
آسکان، روستایی از توابع بخش مرکزی شهرستان طالقان در استان البرز ایران است که در میان کوه های طالقان واقع شده است . روستای آسکان حدود 2908 متر ارتفاع از سطح دریا دارد و به عنوان مرتفع ترین روستای شهرستان طالقان شناخته میشود.
این روستا سرد ترین روستای طالقان است و میانگین دمای پایینی دارد و درختان در اواخر اردیبهشت شروع به سبز شدن میکند.
از جاذبه های روستای آسکان میتوان به مسیر های پیاده روی در کوه های اطراف و آبشار آسکان که به زبان محلی تاش خوانده میشود اشاره کرد .  این آبشار روبه روی روستا قرار دارد و پنجره همه خانه ها به روی آن باز می‌شود. آبشار تاش در بهار در پر آب ترین حالت خود قرار دارد و بعد از آن در تابستان و پاییز آب آن کاهش پیدا کرده و در زمستان یخ می‌زند و جلوه یخشار به خود میگیرد.

## جمعیت
این روستا در دهستان بالاطالقان قرار دارد و براساس سرشماری مرکز آمار ایران در سال ۱۳۸۵، جمعیت آن ۶۵ نفر (۲۰خانوار) بوده‌است. نام خانوادگی ساکنین این روستا کیان میباشد.

## زبان
اهالی اسکان تبری هستند و به گویش طبری طالقانی زبان مازندرانی صحبت می‌کنند.